# Kruisdorp (Zeeland)
Kruisdorp is een buurtschap in de gemeente Hulst, in de Nederlandse provincie Zeeland, met een wit plaatsnaambord. De in de regio Zeeuws-Vlaanderen gelegen buurtschap heeft drie straten: Kruisdorpstraat, Kruisdorpsedijk en Oudelandsedijk. Kruisdorp ligt in de Kruispolder die bestaat uit bouwland en een viertal buurtschappen: Baalhoek, Duivenhoek, Kruisdorp en Kruispolderhaven. Kruisdorp ligt ten oosten van Kloosterzande, nabij de Westerschelde. De buurtschap behoorde tot de gemeentelijke herindeling tot de gemeente Hontenisse. Op 31 januari 2003 werd bij Kruisdorp een monument onthuld ter herdenking van de Watersnoodramp van 1953.
De postcode van Kruisdorp is 4587, de postcode van Kloosterzande. 

## Geschiedenis
De Kruispolder ontstond in 1612 als gevolg van de bedijking van het in 1508/1511 door de zee verzwolgen Hontenisse. Oostelijk Zeeuws-Vlaanderen was toen nog in Spaanse handen. De bedijking werd pas mogelijk toen de abdij Ter Duinen afstand deed van haar rechten op de schorren van Oud-Hontenisse. Dit nieuw ontgonnen gebied kreeg de naam "Cruys Polder". Mensen uit dit gebied namen soms de achternaam Van de Cruys (van het kruis), of gewoon, Cruys. Latere afleidingen van de familienaam Cruys zijn Cruijsse, Crouse, en Kruis.

## Trivia
In eerste instantie heette Hoofddorp (in de Haarlemmermeer) ook Kruisdorp; om verwarring te voorkomen werd die naam in 1868 gewijzigd.
Stad: Hulst

Dorpen: Clinge · Graauw · Heikant · Hengstdijk · Kapellebrug · Kloosterzande · Kuitaart · Lamswaarde · Nieuw-Namen · Ossenisse · Sint Jansteen · Terhole · Vogelwaarde · Walsoorden

Buurtschappen: Absdale · Baalhoek · Boschkapelle · Catalijnenweg · Delft · Drie Hoefijzers · Duivenhoek · De Eek · Emmadorp · Fluitershoek · Groenendijk · Halfeind · Hoefkesdijk · Hoek en Bosch · 't Hoekje · 't Jagertje · Kalverdijk · Kampen · Kamperhoek · Keizerrijk · De Knapaf/Droogedijk · Knuitershoek · Koelewei · Koningsdijk · De Kraai · Krabbenhoek · Kreverhille · Kruisdorp · Kruispolderhaven · Kruisweg · Het Lammetje · Luntershoek · Margret · Margretschedijk · Molenhoek · Molenhoek · Muggenhoek (deels) · Noordstraat · Het Oliekot · Oostdijk · Ossenhoek · Oude Kaai · Oudemolen · Oude Stoof · Paal · Patrijzendijk · Patrijzenhoek · Pauluspolder · Perkpolder · Prosperdorp · De Rape · Roskam · Roverberg · Ruischendegat · Rustwat · Saswijk · Schapershoek · Scheldevaartshoek · Schuddebeurs · Sluis/Drie Gezusters · Statenboom · Stoppeldijk (Rapenburg) · Stoppeldijkveer (deels) · Strooienstad · Tasdijk · Tivoli · Tragel · Verkorting · Vijfhoek · Vogelfort · Walenhoek · Zandberg · Zeedorp · Zeegat

Historische plaatsen: Boerenmagazijn · Eekenissepolder · Klein Kuitaart · Vitshoek

Zeeland: Steden en dorpen in Zeeland      Nederland: Provincies · Gemeenten